# Naissance en 2000
Naissance
- 1996
- 1997
- 1998
- 1999
- 2000
- 2001
- 2002
- 2003
- 2004

Les naissances en 2000 concernent les personnalités nées entre le 1er janvier et le 31 décembre 2000.

## Janvier
- 1er janvier : 
  - Boško Šutalo, footballeur croate.
  - Ice Spice, rappeuse américaine.
- 5 janvier :
  - Clémence Delavoipière, escrimeuse française handisport.
  - Antonino Gallo, footballeur italien.
  - Oscar Kapskarmo, footballeur norvégien.
- 6 janvier : 
  - Mohamed Camara, footballeur malien.
  - Benji Kikanović, footballeur américain.
  - Kwon Eun-bin, chanteuse sud-coréenne membre du groupe CLC.
  - Mislav Matić, footballeur croate.
- 7 janvier : Du Queiroz, footballeur brésilien.
- 8 janvier :
  - Juliette Bossu, gymnaste artistique française.
  - Noah Cyrus, chanteuse, actrice et voix-off américaine.
  - Cheick Doucouré, footballeur malien.
- 9 janvier :
  - Aiham Ousou, footballeur syrien.
  - Surenjav Ulambayar, taekwondoïste handisport mongole.
- 10 janvier : Juliette Chappey, actrice française.
- 13 janvier : Charles-Henry Berguet, joueur belge de rugby à XV.
- 15 janvier : Franklin Tebo Uchenna, footballeur nigérian.
- 17 janvier :
  - Daniel Clarke Bouchard, pianiste québécois.
  - Kang Chan-hee, chanteur, acteur et enfant star sud-coréen, membre du groupe SF9.
- 19 janvier : 
  - Natalia Kobzar, athlète handisport ukrainienne.
  - Cheikh Niasse, footballeur sénégalais.
- 20 janvier : Hamdi Akujobi, footballeur néerlandais.
- 24 janvier : 
  - Flavio Bianchi, footballeur italien.
  - Mikael Ugland, footballeur norvégien.
- 25 janvier : 
  - Johanita Scholtz, joueuse sud-africaine de badminton.
  - Marie Le Net, coureuse cycliste française.
  - Rhuan da Silveira Castro, footballeur brésilien.
  - Alan Rodríguez, footballeur uruguayen.
- 26 janvier : 
  - Ester Expósito, actrice espagnole.
  - Asahi Sasaki, footballeur japonais.
- 27 janvier : Alexander Johansson, footballeur suédois.
- 28 janvier :
  - Aaron Connolly, footballeur irlandais.
  - Christian Früchtl, footballeur allemand.
  - Dušan Vlahović, footballeur serbe.
- 29 janvier : Akor Adams, footballeur nigérian.
- 30 janvier : Benee, chanteuse néo-zélandaise.

## Février
- 1er février : 
  - Ismail Moutaraji, footballeur marocain.
  - Patrick Osterhage, footballeur allemand.
  - Justin de Haas, footballeur néerlandais.
- 4 février : Davy van den Berg, footballeur néerlandais.
- 5 février : 
  - Esme Creed-Miles, actrice anglaise.
  - Vesel Demaku, footballeur autrichien.
- 6 février :
  - Sydney van Hooijdonk, footballeur néerlandais.
  - Alicia Hoskin, kayakiste néozélandaise.
- 8 février : Igoh Ogbu, footballeur nigérian.
- 9 février : 
  - Filip Majchrowicz, footballeur polonais.
  - Matěj Valenta, footballeur tchèque.
- 10 février : 
  - María Carlé, joueuse de tennis argentine.
  - Dominik Kotarski, footballeur croate.
  - Luis Olivas, footballeur mexicain.
- 11 février : 
  - José Fontán, footballeur espagnol.
  - Niklas Geyrhofer, footballeur autrichien.
  - Doğucan Haspolat, footballeur turc.
- 12 février :
  - Raymundo Fulgencio, footballeur mexicain.
  - Kim Ji-min, actrice sud-coréenne.
  - Nilusi, chanteuse française, ancienne membre des Kids United.
- 13 février : Claus Niyukuri, footballeur burundais.
- 14 février : Ondřej Pachlopník, footballeur tchèque.
- 15 février : Michał Skóraś, footballeur polonais.
- 16 février : 
  - Nicky Beloko, footballeur suisse.
  - Salomón Rodríguez, footballeur uruguayen.
- 19 février : 
  - Sandy Baltimore, footballeuse française.
  - Giacomo Quagliata, footballeur italien.
- 21 février : Tobias Raschl, footballeur allemand.
- 23 février : 
  - Bartosz Mrozek, footballeur polonais.
  - Juan José Perea, footballeur colombien.
- 24 février : Federico Pereira, footballeur uruguayen.
- 26 février : Sigurd Kvile, footballeur norvégien.
- 27 février : Silvio Goričan, footballeur croate.
- 28 février : 
  - Ruben Alte, footballeur norvégien.
  - Igor Jeličić, footballeur serbe.
- 29 février : 
  - Jesper Lindstrøm, footballeur danois.
  - Jordan Rezabala, footballeur équatorien.
  - Justine Lerond, footballeuse française
  - Ferrán Torres, footballeur espagnol.
  - Hugo Vetlesen, footballeur norvégien.
  - Tyrese Haliburton, joueur de basketball américain.

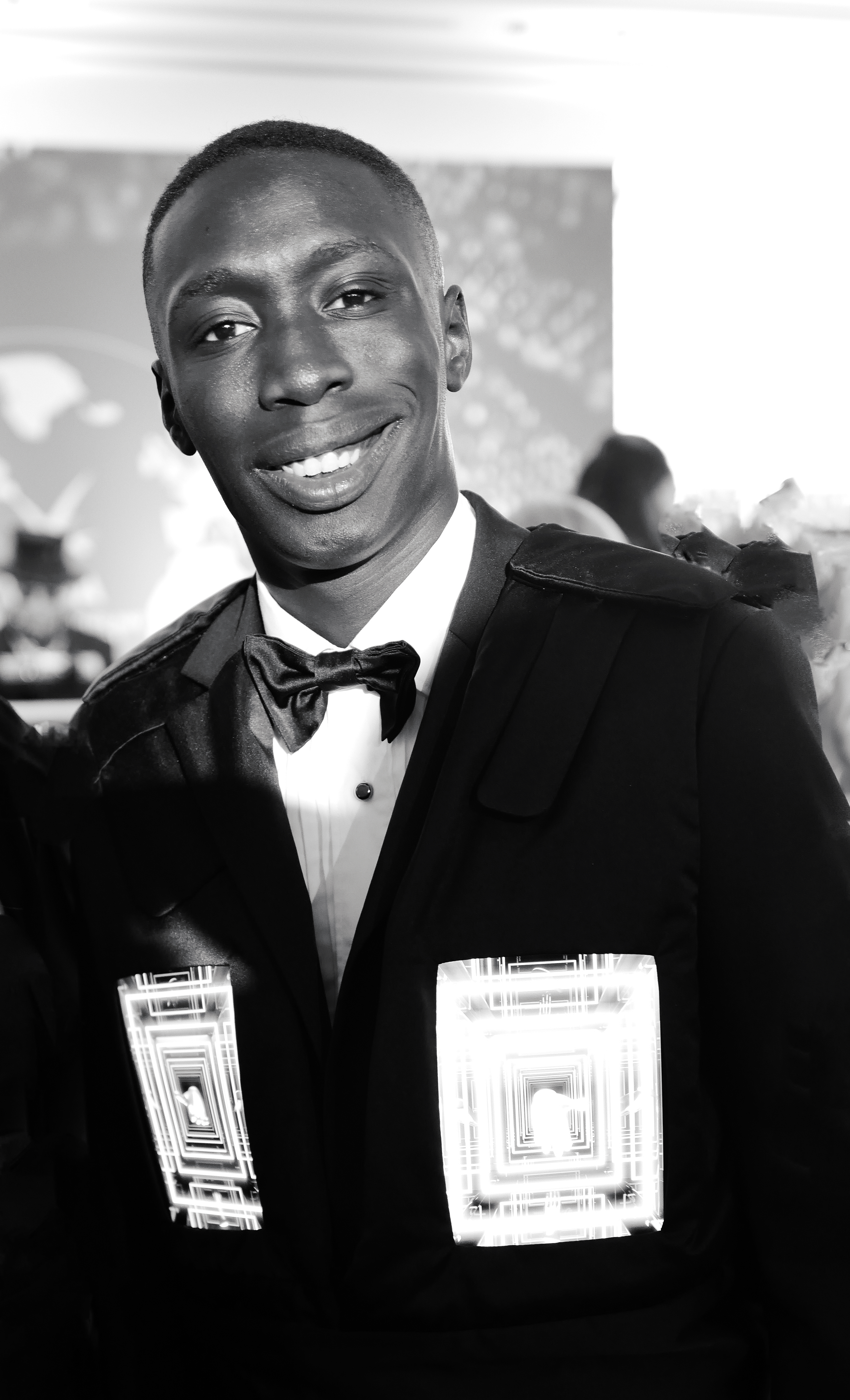
Khaby Lame.

## Mars
- 2 mars : 
  - Pedro Álvaro, footballeur portugais.
  - Patrick de Lucca, footballeur brésilien.
  - Ruben Roosken, footballeur néerlandais.
  - Nona Sobo, actrice catalane.
- 3 mars : Žan Kolmanič, footballeur slovène.
- 5 mars :
  - Saifeddine Bouhra, footballeur marocain.
  - Víctor Chust, footballeur espagnol.
  - Mélanie de Jesus dos Santos, gymnaste artistique française.
- 6 mars : Darian Faisury Jiménez, athlète handisport colombienne.
- 9 mars :
  - Federico Navarro, footballeur argentin.
  - Tim Siersleben, footballeur allemand.
  - Khaby Lame, tiktokeur italo-sénégalais.
  - Sven Mijnans, footballeur néerlandais.
- 10 mars :
  - Gennaro Borrelli, footballeur italien.
  - Luke Le Roux, footballeur sud-africain.
  - Dmytro Matsapura, footballeur ukrainien.
  - Thiago Seyboth Wild, joueur de tennis brésilien.
- 11 mars : Rahaf Mohammed, activiste saoudienne.
- 12 mars : 
  - Benjamin Hvidt, footballeur danois.
  - Tigist Gezahagn Menigstu, athlète handisport éthiopienne.
- 14 mars : 
  - Billal Brahimi, footballeur algérien.
  - Marsel Ismailgeci, footballeur albanais.
  - Hajar Safarzadeh, athlète handisport iranienne.
- 15 mars : Kristian Kostov, chanteur, compositeur, musicien et acteur russe et bulgare
- 16 mars : Umut Güneş, footballeur turc.
- 17 mars :
  - Keum Ji-hyeon, tireuse sportive sud-coréenne.
  - Nicolas Madsen, footballeur danois.
- 19 mars : Lucas Lund, footballeur danois.
- 20 mars : 
  - Nicola Kuhn, joueur de tennis allemand.
  - Hwang Hyun-jin chanteur sud-coréen du boys-band sud-coréen Stray Kids.
- 21 mars :
  - Elsa Gaubert, céiste française.
  - Jace Norman, acteur américain.
  - Slobodan Rubežić, footballeur monténégrin.
- 22 mars : Luca Orellano, footballeur argentin.
- 23 mars : Huang Renjun‚ chanteur chinois du boys band sud-coréen NCT.
- 25 mars :
  - Ivor Pandur, footballeur croate.
  - Jadon Sancho, footballeur anglais
- 27 mars : 
  - Miguel Baeza, footballeur espagnol.
  - Gaspar Campos, footballeur espagnol.
  - Ewan Henderson, footballeur écossais.
  - Sophie Nélisse, actrice canadienne.
- 28 mars : Aleyna Tilki, chanteuse de pop turque.
- 30 mars : Leonardo Lelo, footballeur portugais.
- 31 mars : Anton Skipper, footballeur danois.

## Avril
- 2 avril : Biniam Girmay, coureur cycliste érythréen.
- 3 avril : 
  - Andrej Ilić, footballeur serbe.
  - Koba LaD, rappeur français.
- 5 avril : 
  - Brian Plat, footballeur néerlandais.
  - Sebastian Walukiewicz, footballeur polonais.
  - Tommaso Giacomel, biathlète italien
- 6 avril : 
  - Josh Eccles, footballeur anglais.
  - Ante Palaversa, footballeur croate.
- 7 avril :
  - Hakima Barhraoui, coureuse cycliste marocaine.
  - Davide Bettella, footballeur italien.
  - Afonso Freitas, footballeur portugais.
  - Big Scarr, rappeur américain († 22 décembre 2022).
- 8 avril : 
  - Kevin Chamorro, footballeur costaricien.
  - Wissam-Amazigh Yebba, nageur français.
- 9 avril :
  - Maria Brunlehner, nageuse kényane.
  - Jackie Evancho, chanteuse américaine.
- 10 avril :
  - Gustaf Lagerbielke, footballeur suédois.
  - Japhet Sery Larsen, footballeur danois.
  - Nataša Rybanská, joueuse hongroise de water-polo.
- 11 avril :
  - Ashley Bologna, athlète française.
  - Antoine De Prekel, acteur français.
  - Morgan Lily, actrice américaine.
- 12 avril :
  - Fabrizio Caligara, footballeur italien.
  - Aleksa Janković, footballeur serbe.
  - Manuel Turizo, chanteur colombien.
- 13 avril :
  - Stephen Kelly, footballeur écossais.
  - Khea, chanteur argentin
  - Suzanne Lindon, actrice français, fille de Vincent Lindon et de Sandrine Kiberlain.
- 14 avril : Rafael Navarro, footballeur brésilien.
- 17 avril : Majda Chebaraka, nageuse algérienne.
- 18 avril : Alida Dóra Gazsó, kayakiste hongroise.
- 19 avril : 
  - Victor Larsson, footballeur suédois.
  - Azzedine Ounahi, joueur de football marocain.
- 21 avril :
  - Alex Cochrane, footballeur anglais.
  - Nemo Schiffman, acteur et chanteur français.
- 22 avril : 
  - Colin Rösler, footballeur norvégien.
  - Antonio Sefer, footballeur roumain.
- 24 avril : Filip Bilbija, footballeur allemand.
- 25 avril :
  - Herman Haugen, footballeur norvégien.
  - Dejan Kulusevski, footballeur suédois.
  - Tuomas Ollila, footballeur finlandais.
  - Marko Rakonjac, footballeur monténégrin.
- 27 avril : Paula Leitón, joueuse espagnole de water-polo
- 29 avril : Aitor Paredes, footballeur espagnol.
- 30 avril : Dean James, footballeur néerlandais.

## Mai
- 1er mai : Rema, chanteur nigérian.
- 2 mai : 
  - Thijs Oosting, footballeur néerlandais.
  - Dagur Dan Þórhallsson, footballeur islandais.
- 3 mai : Meryem Çavdar, taekwondoïste turque.
- 4 mai : 
  - Michael Steinwender, footballeur autrichien.
  - Agustín Urzi, footballeur argentin.
  - Clément Secchi, nageur français.
- 5 mai : Patriot Sejdiu, footballeur kosovar.
- 6 mai : 
  - Brian De Keersmaecker, footballeur belge.
  - Ilia Grouev, footballeur bulgare
- 7 mai : Gabriel Pereira, footballeur brésilien.
- 8 mai : Sara El Tahawi, nageuse algérienne
- 9 mai : 
  - Jules Gaudin, footballeur français.
  - Ștefan Târnovanu, footballeur roumain.
- 10 mai : 
  - Bae Jin-young, chanteur sud-coréen membre du groupe CIX
  - Choe Hyo-gyong, lutteuse nord-coréenne
  - Anthony Patterson, footballeur anglais
  - Nicolau Mir, gymnaste artistique espagnol
- 11 mai : Instasamka, rappeuse et influenceuse russe.
- 13 mai : Kees de Boer, footballeur néerlandais.
- 14 mai : Firas Al-Buraikan, footballeur saoudien.
- 15 mai : 
  - Dayana Yastremska, joueuse de tennis ukrainienne
  - Noah Williams, plongeur britannique
- 16 mai : 
  - Omri Gandelman, footballeur israélien
  - Rodri, footballeur espagnol
- 17 mai : 
  - Raoul Bellanova, footballeur italien
  - Matěj Kovář, footballeur tchèque
- 18 mai : 
  - Nikolai Baden Frederiksen, footballeur danois.
  - Kevin Mier, footballeur colombien.
  - Isaac Romero, footballeur espagnol.
  - Felix Winther, footballeur danois
- 20 mai : Brian Rodríguez, footballeur uruguayen
- 23 mai : 
  - Israel Reyes, footballeur mexicain.
  - Scoot2Street, rider professionnel de trottinette et vidéaste wdb français.
  - Nino Žugelj, footballeur slovène.
- 24 mai : 
  - Luka Jelenić, footballeur croate.
  - Vasil Kušej, footballeur tchèque.
- 25 mai : 
  - Claire Liu, joueuse de tennis américaine
  - Krzysztof Kubica, footballeur polonais.
  - Berke Özer, footballeur turc.
- 26 mai : 
  - Ángelos Liásos, footballeur grec
  - Hwang Ye-ji, Leader du groupe sud-coréen Itzy
  - Taisei Miyashiro, footballeur japonais
  - Cyril Ngonge, footballeur belge
- 30 mai : 
  - Jared S. Gilmore, acteur américain
  - Jay Gorter, footballeur néerlandais.
  - Toichi Suzuki, footballeur japonais.
  - Shin Yamada, footballeur japonais.
- 31 mai : Pedro Ganchas, footballeur portugais.

## Juin
- 1er juin : 
  - Shavy Babicka, footballeur gabonais.
  - Willow Shields, actrice américaine.
- 2 juin : Jonathan Pitre (en) († 4 avril 2018).
- 7 juin : 
  - Paul Joly, footballeur français.
  - Ayumu Seko, footballeur japonais.
- 8 juin : 
  - Alejandro Cantero, footballeur espagnol.
  - Sebastian Jørgensen, footballeur danois.
  - Magnus Warming, footballeur danois.
- 9 juin : 
  - Lauren Hernandez, gymnaste artistique américaine.
  - Gábor Szalai, footballeur hongrois.
  - Conrad Wallem, footballeur norvégien.
- 10 juin :
  - Stipe Radić, footballeur croate.
  - Matej Vuk, footballeur croate.
- 11 juin :
  - Hannah Aspden, nageuse handisport américaine.
  - Emil Breivik, footballeur norvégien.
- 12 juin : Ole Didrik Blomberg, footballeur norvégien.
- 14 juin : Maxime Margely, kayakiste français.
- 15 juin : Daisuke Yokota, footballeur japonais.
- 16 juin : 
  - Bianca Andreescu, joueuse de tennis canadienne.
  - Sævar Atli Magnússon, footballeur islandais.
- 20 juin :
  - Kevin Csoboth, footballeur hongrois
  - Bongokuhle Hlongwane, footballeur sud-africain
  - Mohanad Ali,  footballeur irakien
  - Matthew Boling, athlète américain
  - Andrea Stojadinov, judokate serbe
  - Ole Romeny, footballeur néerlandais
- 22 juin : 
  - Mahsa Amini, étudiante iranienne d'origine kurde dont la mort provoque de fortes manifestations en Iran.
  - Diego Hernández, footballeur uruguayen
- 23 juin : Ahmad Ghali, footballeur nigérian.
- 24 juin : Nuria Brancaccio, joueuse de tennis italienne.
- 26 juin : Ann Li, joueuse de tennis américaine.
- 27 juin : 
  - Adam Carlén, footballeur suédois.
  - Shimpei Fukuoka, footballeur japonaise.
- 28 juin : 
  - Alexa Halko, athlète handisport américaine.
  - Igor Paixão, footballeur brésilien.
- 29 juin : 
  - Shawn Adewoye, footballeur belge.
  - Angela Procida, nageuse handisport italienne.
  - Joachim Rothmann, footballeur danois.

## Juillet
- 1er juillet :
  - Wiktor Długosz, footballeur polonais.
  - Kiara Fontanilla, footballeuse internationale philippine.
  - Faris Pemi Moumbagna, footballeur camerounais.
- 4 juillet : Joe Gauci, footballeur australien.
- 5 juillet: Sebastian Korda, joueur de tennis américain.
- 6 juillet : Jakub Minárik, joueur slovaque de hockey sur glace.
- 8 juillet : Amir Saipi, footballeur suisse.
- 10 juillet : 
  - Kemehlo Nguena, footballeur français.
  - Daniel Peretz, footballeur israélien.
- 12 juillet : Vinícius Júnior, footballeur brésilien.
- 14 juillet : Daniel Pereira, footballeur vénézuélien.
- 15 juillet : Paulinho, footballeur brésilien.
- 18 juillet : Lutsharel Geertruida, footballeur néerlandais.
- 19 juillet : Franco Fagúndez, footballeur uruguayen.
- 21 juillet : Erling Haaland, footballeur norvégien-anglais
- 24 juillet : Leonardo Campana, footballeur équatorien.
- 25 juillet :
  - Mason Cook, acteur américain.
  - Zhang Hao, chanteur chinois.
  - Mateusz Kochalski, footballeur polonais.
- 26 juillet :
  - Aleksandar Jukic, footballeur autrichien.
  - Thomasin McKenzie, actrice néo-zélandaise.
  - Fahim Mohammad,  joueur d'échecs né au Bangladesh.
- 30 juillet : Halla Bouksani, joueuse de badminton algérienne.

## Août
- 1er août : Faye Bezemer, actrice néerlandaise.
- 2 août :
  - Varvara Gracheva, joueuse de tennis française.
  - Siham Es Sad, coureuse cycliste marocaine.
  - Hailey Langland, snowboardeuse américaine.
  - Aaron Molinas, footballeur argentin.
- 3 aout : Thijs Dallinga, footballeur néerlandais.
- 5 août : Michele Šego, footballeur croate.
- 6 août : Adam Zadražil, footballeur tchèque.
- 7 aout : 
  - Jonatan Braut Brunes, footballeur norvégien.
  - David Jurásek, footballeur tchèque.
- 8 août : Félix Auger-Aliassime, joueur de tennis canadien.
- 13 aout : 
  - Tomáš Čvančara, footballeur tchèque.
  - Oliver Olsen, footballeur danois.
- 16 août : 
  - Youssef Ben Sellam, joueur international marocain de futsal.
  - Anastasiia Moskalenko, athlète handisport ukrainienne.
  - Jon Ander Olasagasti, footballeur espagnol.
  - Pontus Rödin, footballeur suédois.
- 17 aout : 
  - Álvaro Barreal, footballeur argentin.
  - Lil Pump, rappeur, producteur et compositeur américain.
  - Hrvoje Smolčić, footballeur croate.
- 18 août : Matteo Di Giusto, footballeur suisse.
- 20 août : Wang Xiaomei, cycliste handisport chinoise.
- 21 août : Mona McSharry, nageuse irlandaise.
- 22 août : Mateusz Skrzypczak, footballeur polonais.
- 25 août : Emerson Rodríguez, footballeur colombien.
- 26 août : Louis Boyard, homme politique français.
- 29 août : Hélène Raguénès, céiste française.
- 31 août : 
  - Khwansuda Phuangkitcha, taekwondoïste thaïlandaise.
  - Angel Gomes, footballeur anglais

## Septembre
- 1er septembre : Bryan Teixeira, footballeur cap-verdien.
- 2 septembre : 
  - Nada Laaraj, taekwondoïste marocaine.
  - Jasper Schendelaar, footballeur néerlandais.
- 7 septembre : 
  - Ariarne Titmus, nageuse australienne.
  - Johan Hove, footballeur norvégien.
- 13 septembre : 
  - Ikuma Sekigawa, footballeur japonais.
  - Logi Tómasson, footballeur islandais.
- 14 septembre : Han Ji-sung membre du groupe sud-coréen Stray Kids.
  - Ethan Ampadu, footballeur international gallois.
  - Nah'Shon Hyland, joueur américain de basket-ball.
  - Indrit Tuci, footballeur albanais.
- 15 septembre : 
  - Lee Felix, membre du groupe sud-coréen Stray Kids.
  - Vetle Skjærvik, footballeur norvégien.
- 16 septembre : Oliver Skipp, footballeur anglais.
- 17 septembre : Victor Eriksson, footballeur suédois.
- 18 septembre : 
  - Kevin Ortíz, footballeur argentin.
  - Filip Souček, footballeur tchèque.
- 19 septembre : 
  - Francesca Jones, joueuse de tennis britannique.
  - Jakob Ingebrigtsen, athlète norvégien.
- 20 septembre :
  - Sandy Cabrera Arteaga, militante hondurienne pour les droits des femmes.
  - Mathias Jørgensen, footballeur danois.
- 22 septembre :
  - Kim Seung-min, membre du groupe sud-coréen Stray Kids.
  - Ismet Lushaku, footballeur kosovar.
  - Preethi Pal, athlète handisport indienne.
- 25 septembre : Bartłomiej Wdowik, footballeur polonais.
- 26 septembre : 
  - Hugo Gaston, joueur de tennis français.
  - Muhammed Cham, footballeur autrichien.
  - Cas Odenthal, footballeur néerlandais.
  - Liang Yanfen, athlète handisport chinoise.
- 27 septembre : 
  - Tomás Pozzo, footballeur argentin.
  - Jakob Voelkerling Persson, footballeur suédois.
- 29 septembre : 
  - Samuel Brolin, footballeur suédois.
  - Kevin Castaño, footballeur colombien.

## Octobre
- 3 octobre : Alessandro Zanoli, footballeur italien.
- 6 octobre :
  - Francisco Comesaña, joueur de tennis argentin.
  - Adson, footballeur brésilien.
  - Sarah Gigante, coureuse cycliste australienne.
  - Marcin Patrzałek, guitariste et arrangeur polonais.
- 7 octobre :
  - Oumaima El Bouchti, taekwondoïste marocaine.
  - Regina Daniels, actrice nigériane.
  - Beatriz Hatz, athlète handisport américaine.
- 9 octobre : Jon Russell, footballeur jamaïcain.
- 10 octobre : Issa Soumaré, footballeur sénégalais.
- 11 octobre : 
  - Victor Dican, footballeur roumain.
  - Tematai Le Gayic, homme politique français.
- 12 octobre :
  - Kilian Fischer, footballeur allemand.
  - Mihai Popa, footballeur roumain.
- 13 octobre : Tomáš Macháč, joueur de tennis tchèque.
- 14 octobre : Anders Klynge, footballeur danois.
- 18 octobre : 
  - Seo Jin-su, footballeur sud-coréen.
  - Ramón Terrats, footballeur espagnol.
- 19 octobre : 
  - Marco Burch, footballeur suisse.
  - Alda Magyari, joueuse hongroise de water-polo.
- 21 octobre : Mads Hedenstad Christiansen, footballeur norvégien.
- 22 octobre :
  - Anaïs Mai Desjardins, kitesurfeuse française.
  - Michal Fukala, footballeur tchèque.
  - Baby Keem, rappeur américain.
- 24 octobre : 
  - August Mikkelsen, footballeur norvégien.
  - Fer Niño, footballeur espagnol.
- 26 octobre : 
  - Jenson Brooksby, joueur de tennis américain.
  - Ezequiel Bullaude, footballeur argentin.
  - Daniel Håkans, footballeur finlandais.
- 31 octobre : Willow Smith, actrice et chanteuse américaine.

## Novembre
- 1er novembre : Nicolás Castro, footballeur argentin
- 2 novembre : Anne Tukkers, joueuse néerlandaise de hockey sur gazon.
- 4 novembre : Feryel Ziden, escrimeuse tunisienne
- 8 novembre : Jasmine Thompson, chanteuse britannique
- 9 novembre : 
  - Mathieu Herbaut (ZywOo), joueur professionnel de jeux vidéo
  - Selma Bacha, footballeuse française
- 10 novembre :
  - Mackenzie Foy, actrice et mannequin américaine
  - Oliver Sonne, footballeur péruvien
- 11 novembre : 
  - Adam Sørensen, footballeur danois
  - Aretha Brown, militante pour la jeunesse aborigène australienne, humoriste et artiste
- 12 novembre : Pippa Allen, actrice néerlandaise.
- 13 novembre :
  - 24kGoldn, rappeur et chanteur américain
  - Hans Christian Bernat, footballeur danois
- 15 novembre : Patrik Gunnarsson, footballeur islandais
- 20 novembre : Connie Talbot, chanteuse britannique
- 21 novembre : Matt O'Riley, footballeur danois.
- 22 novembre : 
  - Kosei Tani, footballeur japonais.
  - Baby Ariel, chanteuse américaine
- 24 novembre : Adrian Benedyczak, footballeur polonais
- 25 novembre : Kaja Juvan, joueuse de tennis slovène
- 26 novembre :
  - Jackie Evancho, chanteuse américaine
  - Lamecha Girma, athlète éthiopien
  - Jacob Trenskow, footballeur danois.
- 27 novembre : 
  - Anaïs Brèche, trampoliniste française
  - Tomás Händel, footballeur portugais.
  - Jan Jurčec, footballeur croate.
- 28 novembre : Emiliana Arango, joueuse de tennis colombienne.
- 29 novembre : 
  - Alexander Shevchenko, joueur de tennis kazakh.
  - Williams Alarcón, footballeur chilien.
  - Yann Aurel Bisseck, footballeur allemand.
  - Yohann Ndoye-Brouard, nageur français.

## Décembre
- 2 décembre : Justin Hammel, footballeur suisse.
- 3 décembre : César Huerta, footballeur mexicain.
- 4 décembre : Zeki Amdouni, footballeur suisse.
- 9 décembre : Hiroki Akiyama, footballeur japonais.
- 10 décembre : Stávros Pílios, footballeur grec.
- 11 décembre : 
  - Jan Knapík, footballeur tchèque.
  - Josha Vagnoman, footballeur allemand.
- 13 décembre : Simona Waltert, joueuse de tennis suisse.
- 14 décembre : 
  - Grand M., comédien malien
  - Jakub Kadák, footballeur slovaque.
- 15 décembre : Facundo Díaz Acosta, joueur de tennis argentin.
- 17 décembre : Naomi Akakpo, hurdleuse togolaise.
- 22 décembre : 
  - Pauletta Foppa, handballeuse française.
  - Tatiana Rentería, lutteuse colombienne.
  - Maciej Żurawski, footballeur polonais.
- 23 décembre : 
  - Victor Boniface, footballeur nigérian.
  - Sekou Doumbouya, basketteur franco-guinéen.
  - Alexis Trouillet, footballeur français.
- 24 décembre : Daphne Schrager, cycliste handisport britannique.
- 25 décembre : Mory Gbane, footballeur ivoirien.
- 26 décembre : Haruya Fujii, footballeur japonais.
- 28 décembre : 
  - Sebastián Báez, joueur de tennis argentin.
  - Nicolò Cambiaghi, footballeur italien.
  - Yoon Ji-yu, pongiste sud-coréenne.
- 29 décembre :
  - Karé Adenegan, athlète handisport britannique.
  - Eliot Vassamillet, chanteur belge.
  - Bernardo Vital, footballeur portugais.
- 31 décembre : 
  - Wale Musa Alli, footballeur nigérian.
  - Alycia Parks, joueuse de tennis américaine.